# トレンチブーツ

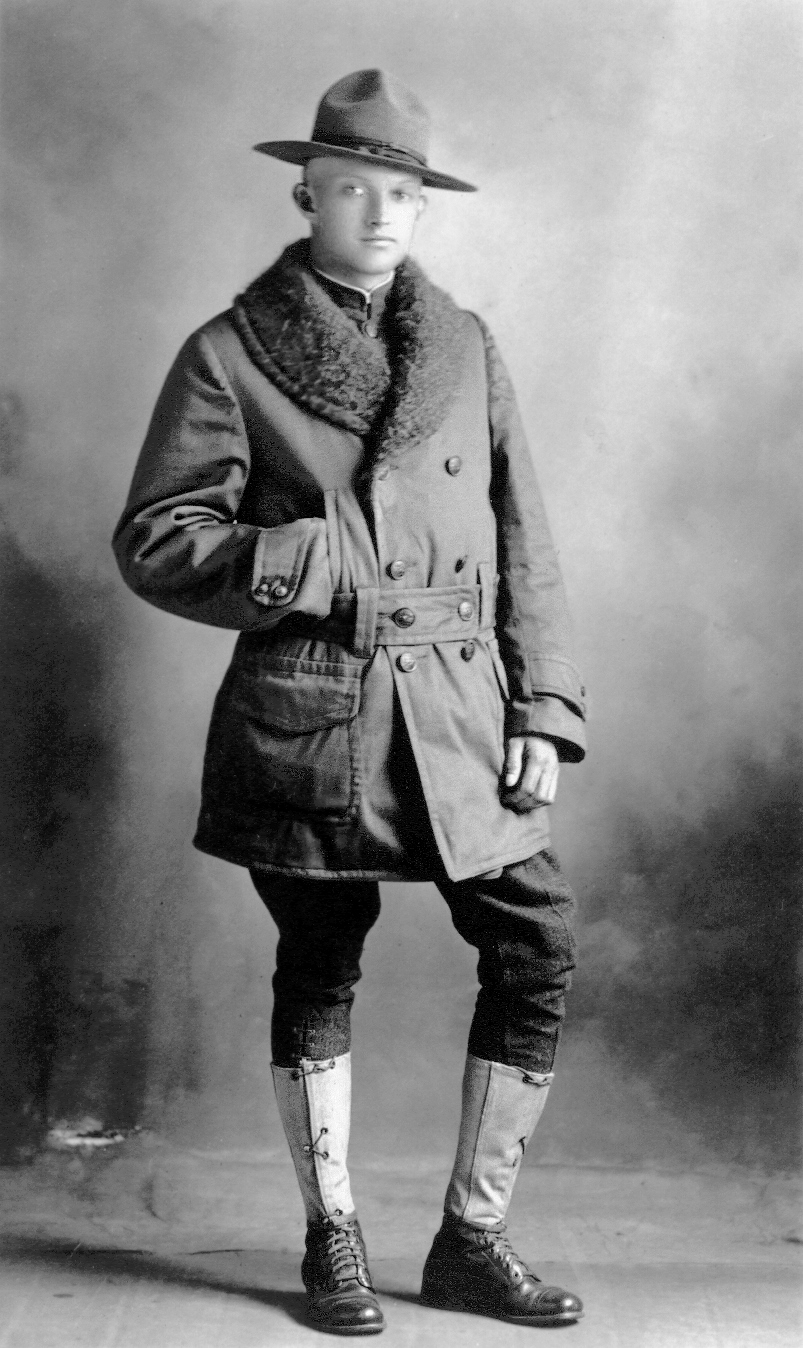
トレンチブーツを着用した兵士

トレンチブーツ（Trench boot）またはパーシングブーツ（Pershing boot）は、第一次世界大戦中に開発されたコンバットブーツである。塹壕のぬかるみの中を歩くことを想定したもので、イギリス、アメリカ、フランス、ベルギーの兵士によって使用された。

## 歴史

### 開発
原型となった1917年式トレンチブーツ（1917 Trench Boot）はアメリカで開発され、大戦初期にはフランスやベルギーにも販売された。アメリカ軍においては従来使用されていたラセット式軍靴（Russet Marching Shoe）を更新した。ヒールはやや高く、靴底には鉄鋲が5列打ち込まれている。ヒールの底には鉄板が固定されていた。従来の軍靴よりは優れていたものの防水性を欠いており、いわゆる塹壕足を避けることはできなかった。

### 改良
1918年1月、アメリカ陸軍需品科幹部とアメリカ遠征軍司令部将校団が会談し、軍靴の改良に関する協議が行われた。遠征軍司令官ジョン・パーシング将軍はここでの提案を承認し、陸軍省へ打電した。その後まもなくして1918年式トレンチブーツ（1918 Trench Boot）あるいはパーシングブーツ（Pershing Boot）として知られる新型長靴の支給が始まった。1917年式と比べると重い革が使われ、防水性が高められていた。また、靴底はやや厚く、その他にも細部に改良が加えられていた。従来の長靴よりも大きかったため、兵士たちからは「小さな戦車」（Little Tanks）とも呼ばれた。